# Namibia na letnich igrzyskach olimpijskich
Namibia wystartowała we wszystkich letnich IO od igrzysk w Barcelonie w 1992 roku. Reprezentowana była przez 29 sportowców (22 mężczyzn i 7 kobiet). Do tej pory jedynym medalistą jest sprinter Frankie Fredericks - zdobył po dwa srebrne medale w 1992 i 1996 roku.

## Klasyfikacja medalowa
| Igrzyska            | Złoto | Srebro | Brąz | Razem |
| ------------------- | ----- | ------ | ---- | ----- |
| 1992 Barcelona      | 0     | 2      | 0    | 2     |
| 1996 Atlanta        | 0     | 2      | 0    | 2     |
| 2000 Sydney         | 0     | 0      | 0    | 0     |
| 2004 Ateny          | 0     | 0      | 0    | 0     |
| 2008 Pekin          | 0     | 0      | 0    | 0     |
| 2012 Londyn         | 0     | 0      | 0    | 0     |
| 2016 Rio de Janeiro | 0     | 0      | 0    | 0     |
| 2020 Tokio          | 0     | 1      | 0    | 0     |
| Razem               | 0     | 5      | 0    | 5     |

### Według dyscyplin
| Dyscyplina    | Złoto | Srebro | Brąz | Razem |
| ------------- | ----- | ------ | ---- | ----- |
| Lekkoatletyka | -     | 5      | -    | 5     |
| Razem         | 0     | 5      | 0    | 5     |